# Вороновицький район
Воронови́цький райо́н — колишній район Вінницької округи, Вінницької області.

## Історія
Утворений 7 березня 1923 року з центром у Вороновиці у складі Вінницької округи Подільської губернії з частин Гавришівської, Ободнянської, Лучанської і Немирівської волостей.
Після ліквідації округ 15 вересня 1930 року райони передані в пряме підпорядкування УСРР..
27 лютого 1932 року увійшов до складу новоутвореної Вінницької області.
Ліквідований 10 вересня 1959 року з віднесенням території до Вінницького і Немирівського районів.